# Saison 5 de Navarro
Chronologie
Saison 4 Saison 6
Cet article présente la liste des différents épisodes de la cinquième saison de la série télévisée Navarro.

## Distribution[1]
- Roger Hanin (Antoine Navarro)
- Emmanuelle Boidron (Yolande Navarro)
- Maurice Vaudaux (Commissaire divisionnaire Waltz)
- Jacques Martial (Bain-Marie)
- Catherine Allegret (Ginou)
- Sam Karmann (Inspecteur Barrada)
- Daniel Rialet (Inspecteur Joseph Blomet)
- Christian Rauth (Inspecteur René Auquelin)

## Épisodes

### Épisode 1
Cécile Pallas dans le rôle de Jenny
Hervé Laudière dans le rôle de Boulou

### Épisode 4
Philippe Nicaud dans le rôle de Garel

### Épisode 5
Michèle Laroque dans le rôle du juge d'instruction